# Juan Ferrer
Juan Ferrer Lahera (ur. 24 sierpnia 1955 w Santiago de Cuba, zm. 22 października 2015 w Hawanie) – kubański judoka. Srebrny medalista olimpijski z Moskwy.
Zawody w 1980 były jego jedynymi igrzyskami olimpijskimi. Walczył w kategorii do 78 kg (waga półśrednia), w finale pokonał go Szota Chabareli. Był medalistą mistrzostw kontynentu (m.in. złoto w 1984), dwukrotnym medalistą igrzyska panamerykańskich (brąz w 1979, srebro w 1983) i wielokrotnym medalistą mistrzostw Kuby, m.in. 6 razy zostawał mistrzem kraju seniorów.